# Central River
Der Central River (Río Central) ist ein Fluss im Toledo District in Belize. Er ist oberirdisch nur etwa 16 Kilometer lang und gibt sein Wasser durch Flussanzapfung an den Rio Grande ab.

## Verlauf
Der Central River entspringt in den Maya Mountains im Columbia River Forest Reserve im Südwesten von Doyle’s Delight. Der Kamm der Mayaberge bildet hier eine Wasserscheide zum Cayo District und das Wasser fließt über den Matola Branch des Chiquibul River ab. Von dort fließt der Central River nach Südosten und nimmt von links das Wasser des Meerman Creek auf und von rechts den Pesario Creek (beide Bäche sind etwa 5 km lang). An der Versickerungsstelle verschwindet dass Wasser im Karstboden. Das Wasser fließt unterirdisch dem Rio Grande zu.
Das Einzugsgebiet des Flusses ist Urwaldbestanden. In 15 km Entfernung im Süden liegen die Ortschaften Na Lum Cah, Crique Jute, San Pedro Columbia und San Miguel.
In Big Falls verläuft der Southern Highway mit einer Brücke über den Strom.